# Église Saint-Julien de Liny-devant-Dun
Pour les articles homonymes, voir Église Saint-Julien.
L'église Saint-Julien est une église catholique située à Liny-devant-Dun, en France.

## Localisation
L'église est située dans le département français de la Meuse, sur la commune de Liny-devant-Dun.

## Historique
L'édifice est classé au titre des monuments historiques en 1921.
Il date de la période gothique pour le chœur et de la fin du XVIIIe siècle pour sa nef et ses bas-côtés.